# L'imbroglio nel lenzuolo
Pour plus de détails, voir Fiche technique et Distribution.
L'imbroglio nel lenzuolo est une comédie romantique italienne réalisée par Alfonso Arau et sortie en 2010.
Il s'agit d'une adaptation du roman éponyme de Francesco Costa, paru en 1997

## Synopsis
A Naples en 1905, à l'aube de l'art cinématographique, Federico, jeune étudiant en médecine, s'improvise réalisateur et écrit un scénario inspiré d'un épisode biblique : Suzanne et les Vieillards. Il décide de filmer à son insu Marianne, une jolie villageoise qui a la réputation d'être un peu sorcière, pendant que celle-ci est en train de se baigner. Le tournage est un succès et Federico est fier de son exploit technique, mais les villageois à qui il montre le film ne parvienne pas à comprendre les mystères du cinéma et pourquoi cette sorcière apparaît et disparaît sur un écran. Quant à Suzanne, elle est furieuse de se voir sur l'écran, décrète qu'il ne s'agit pas d'elle et met le feu au matériel.

## Fiche technique
- Titre original : L'imbroglio nel lenzuolo[2]
- Réalisateur : Alfonso Arau
- Scénario : Giovanna Cucinotta, Maria Grazia Cucinotta, Romina Nardozi, Chiara Clini, Francesco Costa d'après son roman
- Photographie : Vittorio Storaro
- Montage : Roberto Perpignani (it)
- Musique : Ruy Folguera
- Décors : Giantito Burchiellaro (it)
- Sociétés de production : Italian Dreams Factory
- Pays de production :  Italie
- Langue originale : italien
- Format : couleurs - 1,85:1 - 35 mm
- Durée : 100 minutes
- Genre : comédie romantique
- Dates de sortie :
  - Espagne : 17 avril 2010 (Festival de Malaga)
  - Italie : 18 juin 2010

## Distribution
- Maria Grazia Cucinotta : Marianna
- Anne Parillaud : Béatrice
- Geraldine Chaplin : Alma
- Primo Reggiani (en) : Federico
- Miguel Ángel Silvestre : Giocondo
- Mimosa Campironi : Virginia
- Giselda Volodi : Elena
- Ernesto Mahieux : Gennarino Pecoraro
- Piero Cardano : Pietro
- Riccardo Floris : Marcello
- Nathalie Caldonazzo : Elisa de Valory
- Ralph Palka : Consul David Burke
- Pietro Ragusa : Don Antonio
- Maurizio Nicolosi : Giovanni
- Elena Guerrini : Angela
- Angélica Aragón : Teresa
- Maria Del Monte (it) : La mère de Giocondo